# 中島久之
中島 久之（なかじま ひさゆき、1952年〈昭和27年〉9月15日 - ）は、日本の俳優。東京都出身。身長171cm、体重61kg。血液型はAB型。有限会社オールウエイズ。立教大学社会学部卒業。

## 来歴・人物
大学在学中に劇団雲に入団。1972年12月に劇団雲の公演『一寸先は闇』で初舞台。1973年、『さえてるやつら』で映画デビュー。1975年5月に雲を退団。以後、テレビドラマ・映画・舞台で活躍。
特に大河ドラマや大映ドラマに多く出演し、クールで知的な二枚目としてブレイク。
妻はテレビや映画の裏方の仕事であるスクリプターを約30年以上していた。
2011年、東京都中野区に夫婦で「Sakurayama果房（さくらやま果房）」をオープンし、自身もドラマや舞台のない時には店頭販売・配達業務を行っている。

## 出演

### テレビドラマ
- 大河ドラマ（NHK）
  - 国盗り物語 （1973年） - 森蘭丸 役
  - 風と雲と虹と （1976年） - 藤原為憲 役
  - 花神 （1977年） - 牧野忠訓 役
  - 草燃える （1979年） - 北条泰時 役
  - 徳川家康（1983年） - 鳥居成次 役
  - 八代将軍吉宗 （1995年） - 荻原重秀 役
  - 毛利元就 （1997年） - 大庭賢兼役
  - 元禄繚乱 （1999年） - 柴田権之丞 役
  - 風林火山（2007年） - 香坂筑前守 役
  - 天地人（2009年） - 浅野長政 役
- ポーラテレビ小説（TBS系）
  - 薩摩おごじょ （1973年）
  - 女・かけこみ寺 （1982年） - 津川守光 役
- 帽子とひまわり（1974年、NHK）- 友田紀夫 役
- 土曜日の女シリーズ「女子高校生殺人事件」（1974年、NTV・ユニオン映画） - 内藤規久夫 役
- 純愛山河 愛と誠（1974年、12CH系） - 岩清水弘 役
- 東芝日曜劇場（TBS系）
  - 灯の橋（1974年）
  - 二月の青春（1975年）
  - 海よ、わたしに愛を（1975年）
  - ゆきずりの朝（1977年1月30日、CBC） - 船員
- 夜明けの刑事（TBS・大映テレビ）
  - 第10話「そっくりさん殺人事件」（1974年）
  - 第44話「裂けた三角関係殺人!」（1975年） - 岡本明
  - 第73話「ハンサム歌手の赤い殺意!!」（1976年） - 良平
  - 第84話「危うし!!岸壁の母」（1976年）
- はじめまして（1975年、TBS系）
- 必殺からくり人・血風編 第5話「死へ走る兄弟の紅い情念」（1976年、ABC / 松竹） - 佐久紺次郎
- 明日がござる（1976年、TBS系）
- 明治の群像 海に火輪を（1976年） - 小村寿太郎（青年期）
- 刑事くん 第四部 （1976年）-勝山刑事（主人公・勝山剛の兄）
- 赤いシリーズ（TBS系・大映テレビ）
  - 赤い疑惑（1975年 - 1976年） - 村田一 役
  - 赤い衝撃（1976年 - 1977年） - 大山豊 役
  - 赤い激流（1977年） - 大沢信一 役
- 太陽にほえろ!（東宝・NTV）
  - 第176話「狼の街」（1975年） - 修 役
  - 第682話「揺れる生命」（1985年） - 久坂隆之 役
- 大都会 闘いの日々 第19話「受難」（1976年、NTV・石原プロ） - 増田タケオ 役
- さすらいの旅路（1977年、NTV）
- 同心部屋御用帳 江戸の旋風III 第21話「娘の幸福を!」（1977年、CX・東宝）
- 白い巨塔 （1978年、CX） - 佐々木庸一 役
- ゆうひが丘の総理大臣 第18話「どうか妹をよろしく!」（1978年、NTV） - 村田 役
- 新七人の刑事（1978年 - 1979年、TBS） - 岩下刑事 役
- 噂の刑事トミーとマツ 第1シリーズ 第14話「愛の酔拳 オソ松失恋の恐怖」（1980年） - 新田刑事
- 徳川の女たち 第二部（1980年、CX・東映） - 徳川吉宗役
- 母系家族（1980年、CX系）
- 彩の女（1980年11月 - 、CX）
- 熱中時代 第2シリーズ 第18話「マムシ・イモ掘り・テレビ局」（1980年） - 藤本ディレクター 役
- 花嫁の父（1981年、NTV系　よみうりテレビ　松竹制作）
- 関ヶ原（1981年1月、TBS系） - 徳川秀忠 役
- 私はタフな女（1981年） - 森田岩夫
- 土曜ワイド劇場 （ANB）
  - 「終着駅殺人事件」（1981年） - 宮本孝 役
  - 「江戸川乱歩シリーズ 禁断の実の美女」（1984年） - 高杉光太郎 役
  - 「島めぐり豪華フェリー花嫁ツアー殺人事件」（1988年）
  - 「女弁護士 朝吹里矢子」（1989年） - 北島昇 役
  - 「キャンパス迷路殺人事件」（1991年） - 伊吹助教授 役
  - 「混浴露天風呂連続殺人ファイナル 〜箱根伊豆〜」（2007年） - 門倉哲生 役
  - 「アナザーフェイス〜刑事総務課・大友鉄〜」（2012年） - 早川 役
  - 「温泉 (秘) 大作戦17」（2016年） - 郷田正
- どっきり花嫁 （1982年、CX－東海テレビ製作） - 与謝野秀 役
- ポーラテレビ小説「女・かけこみ寺」（1982年、TBS） - 津川守光 役
- 高校聖夫婦 （1983年、TBS系） - 大川良樹先生 役
- スチュワーデス物語 （1983年、TBS系・大映テレビ） - 岩崎(救難訓練専門教官) 役
- ザ・サスペンス（TBS）
  - 温情判事（1982年） - 海老原 役
  - 猟人日記（1983年） - 進士 一 役
  - 十津川警部シリーズ
    - 四国連絡特急殺人事件（1983年）
    - 寝台特急「紀伊」殺人行 （1985年）
- 私の姑ばなれ （1984年、CX－東海テレビ製作）
- ニュードキュメンタリードラマ昭和 松本清張事件にせまる 第10回「スパイMの謀略」（1984年、ANB・東映）
- ヤヌスの鏡 第17話「私の敵は祖母」（1985年 - 1986年、フジテレビ系・大映テレビ） - 水野医師 役
- 花嫁衣裳は誰が着る（1986年、フジテレビ系・大映テレビ） - 篠原清 役
- 天使のアッパーカット（198年、TBS系・大映テレビ） - 相原(生活指導教師) 役
- 月曜サスペンスシリーズ（KTV）
  - 現代怪奇サスペンス「背を見せた女!」（1986年、東映）
  - 不思議サスペンス「ちりぢごく」（1992年、松竹）
  - サスペンス・魔「レンタル家族殺人事件」（1993年） - 池部竜一 役
- ジャングル 第15話「逮捕!爆破魔」（1987年、NTV・東宝） - 久永慎一 役
- 六本木ダンディーおみやさん 第9話「エリートとの婚約を揺さぶった殺人事件」（1987年、ABC） - 寺沢 役
- はぐれ刑事純情派（1988年） - 田所周一 役
- 水戸黄門（TBS、C.A.L）
  - 第17部 第18話「河豚に当って悪退治・下関」（1987年） - 喜三郎役
  - 第22部 第23話「悪計暴いた備前焼・岡山」（1993年） - 英二郎役
  - 第23部 第28話「美人かあちゃん子沢山・延岡」（1995年） - 日向屋役
  - 第24部 第33話「涙でついた父の嘘・仙台」（1996年） - 藤波頼母役
  - 第28部 第23話「最強の敵現る! 危うし白鷺城・姫路」（2000年） - 本多忠国役
  - 第34部 第3話「父子つないだ職人魂・相馬」（2005年） - 相馬昌胤役
  - 第36部 第11話「美人壷振り恋の償い・鳥取」（2006年） - 汐見屋徳兵衛役
  - 第38部 第6話「険しい恋路の吉野山・吉野」（2008年） - 鰍沢主膳役
  - 第40部 第3話「会津剣士、男の生きざま!・会津」（2009年） - 奥田孫九郎役
  - 第43部 第9話「楓に惚れた手筒花火師・吉田」（2011年） - 青木民部役
- 火曜サスペンス劇場（NTV）
  - 「殺意の爪」（1989年8月8日） - 千田流二 役
  - 「警視庁鑑識班7・社長射殺事件の凶器はオレの銃・拳銃を奪われた暴対刑事の苦悩と恐怖の10日間」（1999年6月22日） - 福原敏夫 役
- ザ・刑事 第18話（1990年、ANB） - 小谷誠一 役
- 世にも奇妙な物語　『マイホーム』（1990年、CX） - 佐藤健二
- デパート!夏物語（1991年、TBS）
- 悪いこと　第9話「秘訣」（1992年、フジテレビ）
- 銭形平次 第5シリーズ 第2話「招かれざる客」（1995年、CX） - 大津屋小吉役
- 暴れん坊将軍シリーズ（ANB / 東映）
  - 暴れん坊将軍IX
    - 第10話「美人後家を守れ! 弁護人になった将軍」（1999年） - 亀蔵役
    - 第31話「頑固爺いが一目惚れ! 襲われた蛇の目傘の女」（1999年） - 倉林弥市役

  - 暴れん坊将軍XII 第4話「にわか殿様が仕掛けた罠!?」（2002年） - 小松原式部 役
- 大岡越前 第14部 第14話「母が溺れた受験戦争」（1996年9月16日、TBS / C.A.L） - 杉本成道
- 家政婦は見た!（1997年） - 木曽一郎
- 隠密奉行朝比奈 第2シリーズ第7話「姫路城 吉原から来た側室」（1999年 / CX）-田代対馬
- 女と愛とミステリー
  - 「松本清張特別企画・わるいやつら」（2001年） - 杉田副支店長
  - 「不倫調査員・片山由美4」（2003年） - 楢崎昌之
- 3年B組金八先生 （2001年 - 2002年、TBS系） - 長谷川清史 役
- 新宿鮫 氷舞 （2002年 NHK-BS2）
- 松本清張特別企画・喪失の儀礼（2003年、TXBSミステリー）
- 子連れ狼III 第3話「いのち来い…走れ大五郎!消えた一刀と未亡人の罠」（2004年、EX系） - 有馬道直 役
- 浅見光彦シリーズ 化生の海 （2005年、CX金曜エンタテイメント）
- 赤い奇跡 （2006年、TBS系） - 石田刑事 役
- 金曜プレステージ（CX）
  - 「津軽海峡ミステリー航路6」（2007年） ‐ 桐谷啓介
  - 「ドクター小石の事件カルテ(4)」 （2008年2月）
  - 「浅見光彦シリーズ(47)」（2013年5月10日） - 保坂康弘 役
- どんど晴れ（2007年、NHK総合） - 「加賀美屋」の宿泊客 川端泰司 役
- 点と線（2007年、ANB） - 佐山課長補佐の兄 役
- 女と愛とミステリー→水曜ミステリー9（TX）
  - 「黄金の犬」（2001年） - 北守一樹
  - 「鉄道警察官・清村公三郎2」（2006年） - 本多亮介
  - 「不倫調査員・片山由美8」（2006年） - 和田三郎
  - 「北アルプス山岳救助隊・紫門一鬼10」（2008年） - 岡野誠二
- 相棒（2009年） - 城戸幸四郎
- NHK正月時代劇 「隠密秘帖」（2011年1月1日、NHK） - 徳川宗睦 役
- どんど晴れスペシャル（2011年4月24日、NHK）
- 月曜ゴールデン（TBS）
  - 「弁護士高見沢響子11」（2011年） - 中島誠一
  - 「ヤメ刑探偵 加賀美塔子3」（2015年） - 新藤徹夫
- 浪花少年探偵団 第8話（2012年） - 中西雅彦
- 東京スカーレット〜警視庁NS係 第7話（2014年8月26日） - 井上晃司
- 月曜名作劇場 「刑事夫婦3」（2017年） ‐ 小早川秀樹

WOWOW
- なぜ君は絶望と闘えたのか（2010年） - 小原茂樹（検事）

### 映画
- さえてるやつら（1973年 東宝）
- 流れの譜（1974年 松竹）
- 青春の蹉跌（1974年 東宝）
- 潮騒（1975年 東宝）
- 花の高2トリオ 初恋時代（1975年 東宝）
- 動脈列島（1975年 東宝）
- 竹久夢二物語 恋する（1975年 松竹） - 多忠 亮 役
- 風立ちぬ（1976年 東宝）
- 憧憬（1977年 松竹）
- 愛情の設計（1977年 松竹）
- 錆びた炎（1977年 松竹）
- 女王蜂（1978年 東宝） - 赤根崎嘉文 役

### 舞台
- 雁金屋草紙 - 尾形乾山役
- 放浪記 - 香取恭助役
- 舞台 月刊 ギィ・フォワシィ『関節炎』（2016年）
- 雨の夏、三十人のジュリエットが還ってきた（2024年）[2]

### バラエティー番組
- 加トちゃんケンちゃんごきげんテレビ「THE DETECTIVE STORY 第19話」（1986年、TBS系） - 依頼者のホテル支配人役
- 爆報! THE フライデー（2016年6月24日、2018年6月15日、TBS）あの人は今…大追跡SP